# Imaginarium
Imaginarium S.A. ist eine international operierende Unternehmensgruppe im Bereich Kinderspielzeug, Kindermöbel, Kinderpflegeprodukte. Das Unternehmen wurde im Jahr 1992 gegründet und hat seinen Sitz in Saragossa, Spanien. Die Imaginarium Deutschland GmbH war von 2009 bis zur Insolvenz im Jahr 2015 für den Vertrieb in Deutschland zuständig.

## Vertrieb
Der Vertrieb erfolgt über eigene Geschäfte sowie über das Internet. Weltweit besitzt das Unternehmen insgesamt rund 600 Verkaufsstellen in 29 Ländern. In Deutschland betrieb die Imaginarium Deutschland GmbH 8 Geschäfte (2× Berlin, Dresden, Köln, Düsseldorf, Frankfurt am Main, Saarbrücken, Weiterstadt).

## Umsatzentwicklung und Bilanzsumme
Der Umsatzschwerpunkt liegt bislang in den südlichen Ländern Europas sowie in Lateinamerika. Insgesamt wurden im Jahr 2012 weltweit Umsätze von etwa 153 Mio. Euro erzielt; ein Plus von 11 Prozent gegenüber 2011. Davon entfiel der Großteil der Umsätze (ca. 87 Mio. Euro) auf die Euro-Krisenländer Spanien, Portugal, Griechenland und Irland. Alleine Spanien deckt dabei die Hälfte aller Umsätze ab und umfasst 47 Prozent der Filialen. Die schwierige Wirtschaftslage in den Euro-Krisenländern hat zu einem deutlichen Umsatzrückgang in den jeweiligen Regionen geführt. Die Umsätze sind im Vorjahresvergleich um 7 Prozent gesunken. Positiv hat sich dagegen das Geschäft in Osteuropa entwickelt. Hier steht Russland im Mittelpunkt des Expansionskurses. Mit einem Umsatz von etwa drei Mio. Euro im Jahr 2012 fiel der deutsche Anteil (2,1 Prozent) am Gesamtumsatz gering aus, wuchs aber um 23 Prozent gegenüber 2011. Die Bilanzsumme des Unternehmens umfasste Ende 2012 etwa 72 Mio. Euro nach etwa 65 Mio. Euro im Vorjahr.

## Produktsortiment
Die Zielgruppe sind vor allem Babys, Kleinkinder und Kinder vor Erreichen des Jugendalters. Neben altersgerechten Spielsachen gehören Spiele, Bastel- und Malsachen, Fahr- und Dreiräder sowie andere Geräte zum Angebot. Bücher und Musik sowie die zugehörigen Wiedergabemedien werden ebenfalls angeboten. Einen weiteren Schwerpunkt bilden Kindermöbel und diverse Ausstattungsgegenstände für Kinderzimmer. Für Babys werden neben typischem Babyspielzeug, Babyzimmer-Einrichtung sowie Babypflegeprodukte angeboten.